# Jamais seul (chanson)
Pour les articles homonymes, voir Jamais seul.
Singles de Johnny Hallyday
Et maintenant
(2009) La Douceur de vivre
(2011)
Clip vidéo
[vidéo] « Jamais seul », sur YouTube
Jamais seul est une chanson de Johnny Hallyday issue de son album de 2011 Jamais seul.
Le 10 janvier 2011, plus de deux mois avant la sortie de l'album, la chanson est parue en single digital.

## Développement et composition
La chanson a été écrite par Maxim Nucci, Hocine Merabet et Matthieu Chedid. L'enregistrement a été produit par Matthieu Chedid.

## Liste des pistes
Single digital — 10 janvier 2011, Warner Music France
1. Jamais seul (3:52)[2]

Single promo CD — 17 janvier 2011, Warner
1. Jamais seul (3:52)[1]

## Classements
| Classement (2011)               | Meilleure position |
| ------------------------------- | ------------------ |
| Belgique (Wallonie Ultratip 50) | 6                  |